# Ramon Andrés i Cabrelles
Ramón Andrés i Cabrelles (Campanar, Ciutat de València, 1869 - València, 29 de gener de 1957) fou un escriptor valencià. Fill d'agricultors, va criar-se en la partida del Pouet, llavors pertanyent a l'antic municipi de Campanar. Així i tot, quan el pare es quedà vidu, decidí traslladar-se a València, on trobà ocupació com a venedor ambulant de llibres. En paraules del net del poeta, Antoni Fornés i Andrés:
"Un arcó on es guardaven el llibres i que feia de mostrador quan l'obrien, estenent els volums sota l'ombra d'un tendal o vela de lona. La paraeta-llibreria la muntaven Roc i Ramonet junt a la tanca de l'antic convent de Sant Francesc, prop d'on es troba l'actual Ajuntament".
Aquest contacte primerenc amb la paraula escrita influí de forma poderosa en el jove Ramon, que s'hi afeccionà de forma immediata. A més, entrà en contacte amb alguns escriptors importants de l'època com Jacint Labaila, que contractà el jove Ramon com a amanuense mentre traduïa les obres de Victor Hugo.
Cabrelles va tenir una educació autodidacta i estudià dibuix a les classes nocturnes de l'Ateneu Obrer de València i de l'Acadèmia de Sant Carles. Allí va conèixer Francesc Barber i Bas, amb qui participà en les tertúlies literàries a l'escola d'artesans, i el seu mestre, Constantí Llombart, de qui va ser secretari personal entre els 14 i els 24 anys. Va conviure amb Llombart de 1885 a 1893 preparant l'edició del Diccionario Valenciano-Castellano de Josep Escrig i Martínez, i la va acabar a la mort del seu mestre. La relació amb Llombart va ser tan intensa que anys més tard en publicà una biografia plena d'anècdotes personals.
També col·laborà amb Lo Rat Penat i després amb l'Oronella, i guanyà la flor natural als Jocs Florals de València el 1894, 1909, 1928 i 1946, aquest últim any amb l'obra Somnis de fantasia. Va publicar assíduament en la premsa periòdica: La Tronà, El Escándalo, Lo Rat Penat, La Degolla i Las Provincias. En 1935 va aplegar els seus poemes en un llibre anomenat Versos vells, amb l'ortografia adaptada a les Normes de Castelló. A partir de 1942, col·laborà també amb diversos llibrets de falla. A més, va escriure algunes obres teatrals com: El bufó (1893) Les males llengües, El toc del Caragol (1936), El camí nou (1932), un miracle (La Fe premiada), una òpera amb música de Leopold Magenti (L'horta vella) i una coneguda lletra de cançó, L'entrà de la Murta que musicà el mestre Salvador Giner.
Paral·lelament a la seua dedicació literària, és digna d'esment la seua faceta d'escultor. És obra seua el bust en bronze erigit el 1928 en memòria de Constantí Llombart al peu de la muntanyeta d'Elio, als Jardins del Real.

## Versos vells(1935)
Segons afirma Ramon Andrés Cabrelles en el pròleg, la idea de donar els seus poemes a la impremta no fou seua, sinó que correpongué a alguns amics i col·legues, que l'hi animaren. Quan la publicació es dugué a terme, l'any 1935, l'estil paisatgístic i jocflorarista de l'autor havia estat ja superat per altres corrents lírics més moderns. Cabrelles, conscient d'aquest desfasament, volgué titular el seu llibre "Versos vells", tot atorgant a la paraula vells el sentit clar de "passats de moda". Potser per aquesta circumstància, i per la publicació del seu llibre just a les portes de la Guerra Civil espanyola, Cabrelles és considerat per alguns crítics com l'últim poeta de la Renaixença valenciana.
Dins de l'obra, alternen poemes més lírics i introspectius amb altres d'inspiració més patriòtica i renaixencista. Quant a aquest últim estil, hi destaquen títols com "L'horta valenciana", "Tres sonets", "Al Micalet" o "La falla valenciana". Hi ha també una composició laudatòria dedicada a Teodor Llorente i una altra a Constantí Llombart.